# Ils sont parmi nous (téléfilm)
Ne doit pas être confondu avec Il est parmi nous.
Pour les articles homonymes, voir Ils sont parmi nous.
Pour plus de détails, voir Fiche technique et Distribution.
Ils sont parmi nous (They Are Among Us) est un téléfilm américain réalisé par Jeffrey Obrow, diffusé le 17 juillet 2004 sur Sci Fi Channel.

## Synopsis
Des parasites, arrivés accidentellement sur Terre, prennent le contrôle d'êtres humains et tentent de coloniser la planète.

## Fiche technique
- Titre : Ils sont parmi nous
- Titre original : They Are Among Us
- Réalisation : Jeffrey Obrow (en)
- Scénario : Lars Hauglie, d'après une histoire de Jeffrey Obrow et Lars Hauglie
- Production : Peter Leidel, Jeffrey Obrow, Shannon Gardner, Stephen Hays et Steve Swanson
- Photographie : Mateo Londono
- Montage : Chris McKinley
- Décors : Tema Levine
- Costumes : Oneita Parker
- Pays d'origine : États-Unis
- Format : Couleurs - 1,85:1 - Dolby Surround - 35 mm
- Genre : Thriller et science-fiction
- Durée : 120 minutes
- Dates de diffusion : 14 mai 2004 (marché du film de Cannes), 17 juillet 2004 (États-Unis)

## Distribution
- Alison Eastwood : Finley
- Michael Orr Hughes : oncle Bob
- Michael DiLallo : Daniel
- Lacey Beeman : Devon
- Michael Maples : Harlan
- Anne Apra : la mère
- Bruce Boxleitner : Hugh, le père
- Corbin Bernsen : Norbert
- George Buck Flower : le vieux Chuck
- Jen Brooks : Lucinda
- Amy Bruckner : Brandi
- Hunter Tylo : June
- John Wynn : Dr Miiyagawa
- Gustavo Zepeda : Fitz

## Autour du film
- Il s'agit du dernier film de George Buck Flower, qui interprète ici le garagiste et père de Finley, décédé le 18 juin 2004.